# Vitez kadoš
Vitez kadoš (engl. Knight Kadosh; fran. Chevalier Kadosh) je jedan od stupnjeva u slobodnom zidarstvu koji spada u visoke stupnjeve sustava Drevnog i prihvaćenog škotskog obreda.
To je 30. stupanj po Vrhovnom vijeću Škotskog obreda Južne jurisdikcije Sjedinjenih Američkih Država, izvornoj organizaciji Škotskog reda, a prisutan je i drugim nadležnostima poput Kanade ili Škotske. S druge strane, pod Vrhovnim vijećem Škotskog obreda Sjeverne jurisdikcije SAD-a ne dodjeljuje se ovaj stupanj – njihov 30. stupanj nosi naziv "veliki inspektor".
Naziv kadoš dolazi od hebrejske riječi "קדוש" (kadoš), što znači svet ili posvećen. U slobodnozidarskim dokumentima na engleskom jeziku naziv "kadoš" ili "vitez kadoš” često se skraćuje u obliku K--H∴ ili K∴K∴D∴H.
Slobodni zidari na ovom stupnju ne nose pregaču već samo medaljon. Medaljon je zlatni teutonski križ, crveno emajliran, na kojem se nalazi srebrni dvoglavi orao, raširenih krila usmjerenih prema dolje.

## Povijest
Najraniji zabilježeni prikaz stupnja vitez kadoš može se povezati s Vijećem careva Istoka i Zapada (Council of Emperors of the East and West) osnovanim 1758. godine. To je vijeće ujedinilo više masonskih stupnjeva koji su se u to vrijeme prakticirali u Parizu, u 18. stoljeću. Izvorni naziv stupnja bio je "uzvišeni i veliki zapovjednik bijelog i crnog orla, veliki izabrani kadoš" (Illustrious and Grand Commander of the White and Black Eagle, Grand Elect Kadosh; Illustre grand commandeur de l’aigle blanc et noir, Grand élu Kadosh), a bio je 24. stupanj unutar sustava od ukupno 25 stupnjeva kojima je to vijeće upravljalo.
Godine 1801. u Charlestonu, Južna Karolina, osnovano je prvo i najstarije Vrhovno vijeće Škotskog obreda, koje je preuzelo mnoge stupnjeve iz sustava spomenutog vijeća careva, uključujući i viteza kadoša. U tom novom sustavu, stupanj je dobio redni broj 30 i pojednostavljeni naziv "vitez kadoš". Ovaj je stupanj doživio značajnu reviziju 1850-ih godina, kada je Albert Pike bio veliki zapovjednik Vrhovnog vijeća Škotskog obreda Južne jurisdikcije SAD-a. Nova, modernizirana verzija rituala izrađena je 2000. godine, a koristi se i danas.
U međuvremenu, Vrhovnog vijeća Škotskog obreda Sjeverne jurisdikcije SAD-a, sa sjedištem u Lexingtonu, Massachusetts, dugi je niz godina izvodila drugačiju verziju stupnja "vitez kadoš", temeljenu na ritualu koji nije napisao Pike. Međutim, ta jurisdikcija više ne izvodi taj stupanj u svom sustavu.
U Engleskoj i Walesu, kao i u Škotskoj, stupanj viteza kadoša jedan je od dva stupnja Škotskog obreda (drugi je 18. stupanj) koji se aktivno rade u ovim nadležnostima, dok se svi od 4. zaključno s 29. dodjeljuju nominalno.

## Pouka stupnja
Kao i svi stupnjevi u slobodnom zidarstvu, i stupanj "vitez kadoš" prenosi svoje poruke kroz alegoriju i simboliku, s ciljem da iniciranima prenese važne moralne i duhovne lekcije.
U okviru Južne jurisdikcije Škotskog reda, osnovna pouka ovog stupnja glasi:
budi vjeran samome sebi, zauzimaj se za ono što je ispravno i pravedno u svakodnevnom životu. Vjeruj u Boga, svoju domovinu i osobne vrijednosti. Stupanj potiče slobodnog zidara da živi u skladu s osobnim uvjerenjima, brani istinu i pravdu, te djeluje časno i savjesno, kako prema sebi, tako i prema zajednici kojoj pripada.

## Kontroverze
Stupanj vitez kadoš povremeno je bio optuživan za antikatoličke elemente, ponajprije zbog simbolike koja se u nekim povijesnim verzijama rituala tumačila kao usmjerena protiv papinstva.
U svojoj knjizi Moral i dogma Drevnog i prihvaćenog škotskog obreda, objavljenoj prvi put 1871. godine, Albert Pike spominje neprijateljstvo povijesnih templara prema papinskoj tijari, upravo u kontekstu stupnja kadoš.
Već 1905. godine, u jednom "razotkrivanju" rituala Škotskog obreda, opisuje se ubadanje lubanje okrunjene tijarom – što se tumačilo kao simbolično odbacivanje papinske vlasti. Ovo razotkrivanje napisao je Jonathan Blanchard, abolicionist i vođa druge Antimasonske stranke u SAD-u nakon Građanskog rata.
Katolička enciklopedija iz 1918. tvrdila je kako se u inačica ceremonije Škotskog obreda koja se tada koristila u Južnoj jurisdikciji SAD-a, a koju je sastavio Pike, papinska tijara simbolički gazi tijekom inicijacije. Tu su tvrdnju kasnije ponovili i pojedini katolički autori, uključujući oca Williama Saundersa u Arlington Catholic Heraldu 1996. godine.
Američki autor Frank Conway, u svojoj knjizi iz 2017. koja analizira povijest i suvremenu praksu rituala u Sjevernoj i Južnoj jurisdikciji, opisuje kako se u stupnju vitez kadoš koriste tri lubanje: jedna s kraljevskom krunom, druga s papinskom tijarom 
i treća ovijena lovorovim vijencem.